# Heteronychus parumpunctatus
Heteronychus parumpunctatus är en skalbaggsart som beskrevs av Hermann Burmeister 1847. Heteronychus parumpunctatus ingår i släktet Heteronychus och familjen Dynastidae. Inga underarter finns listade i Catalogue of Life.